# Sziklai fehérlepke
A sziklai fehérlepke (Pieris ergane) a fehérlepkefélék családjába tartozó, Európában és Nyugat-Ázsiában elterjedt lepkefaj. 

## Megjelenése
A sziklai fehérlepke szárnyfesztávolsága 2,9-3,6 cm. A hím szárnyainak alapszíne tompa krétafehér, az elülső szárnyak csúcsán nagyjából négyszögletes, igen halvány szürkés folt, alatta pedig (az m3-cu1 érközben) ugyanolyan színű, kis, elmosódott, kerek petty található. A hátulsó szárnyon finom, ritka, szürke beporzás, néha a felső peremen (az rr ér végződése fölött) apró, elmosódott pontocska látszik. Az elülső szárnyának fonákja fehér, csúcsa halvány szalmasárga, a hátulsó szárny esetében sötétebb szalmasárga. Folt egyáltalán nincs a fonákon, legfeljebb a felső oldal fekete pettyének tükörképén látszik néhány elszórt szürke pikkely. 
A nőstény szárnyának alapszíne igen halvány sárgásfehér, rajzolata hasonlít a híméhez, de a cu ér alatt is van egy sötét petty; a mintázatok általában nagyobbak. A szárnyak töve a sejt nagy része is szürkén behintett. A hátulsó szárny görbe vagy ék alakú pettye nagyobb, és a szürke behintés is sűrűbb. A szárnyak fonákja megegyezik a hímével.
A nemzedékek között vannak kisebb eltérések a sárga szín intenzitásában.
Petéje sárga, orsó alakú, hosszában bordázott. 
Hernyója tompa kékeszöld, apró sötét pontokkal telehintve. Oldalán szelvényenként egy-egy kerek sárga folt látható.

### Hasonló fajok
A káposztalepke, a répalepke, a repcelepke, a hegyi fehérlepke, a magyar fehérlepke hasonlít hozzá.

## Elterjedése
Dél-Európában és Kis-Ázsiában honos egészen Iránig. A Kárpát-medencében van elterjedésének északi határa. Magyarországon a Bakony déli lejtőin, a Balaton-felvidéken és a Vértesben vannak izolált állományai, amelyek bár nem nagyok, de stabilnak tekinthetők. Száma erősen ingadozik, egyes években helyenként még gyakori is lehet.    

## Életmódja
Sziklás lejtők, dolomit-sztyepprétek, sziklás cserjések lepkéje. 
Évente három nemzedéke repül márciustól októberig. A nyári nemzedék lepkéinek fő nektárforrása az árlevelű len. Inkább a délelőtti órákban aktívak, a nagy melegben árnyékba húzódnak; ugyanakkor a répa- és repcelepkék egész nap röpülnek. Hernyója elsősorban sulyoktáska (Aethionema saxatile), esetleg más keresztesvirágúak leveleivel táplálkozik.
Magyarországon védett, természetvédelmi értéke 50 000 Ft.

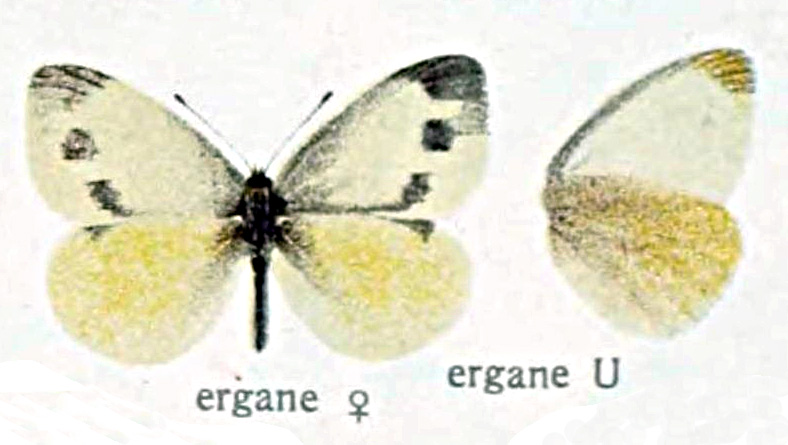
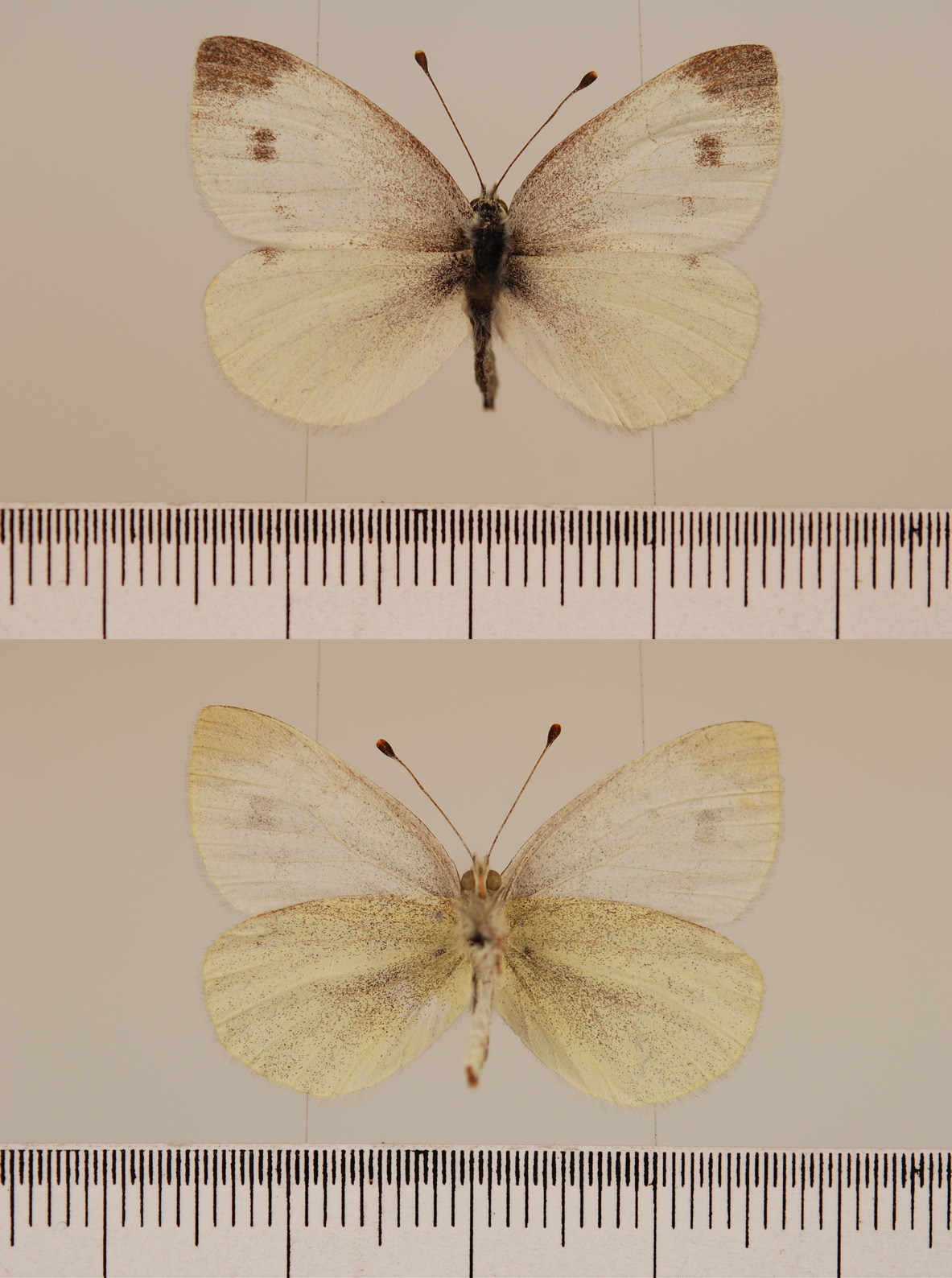
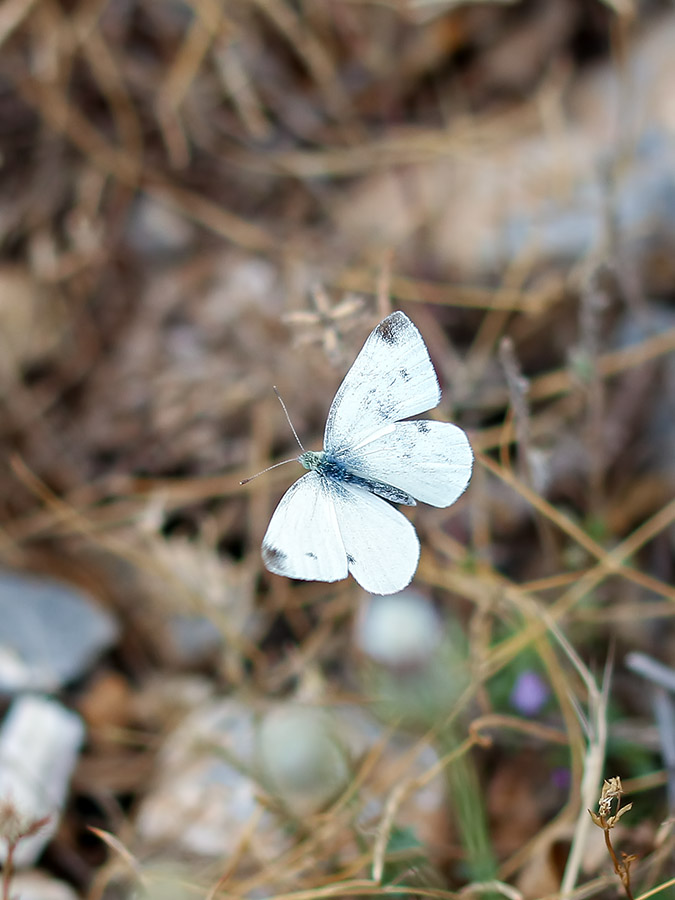
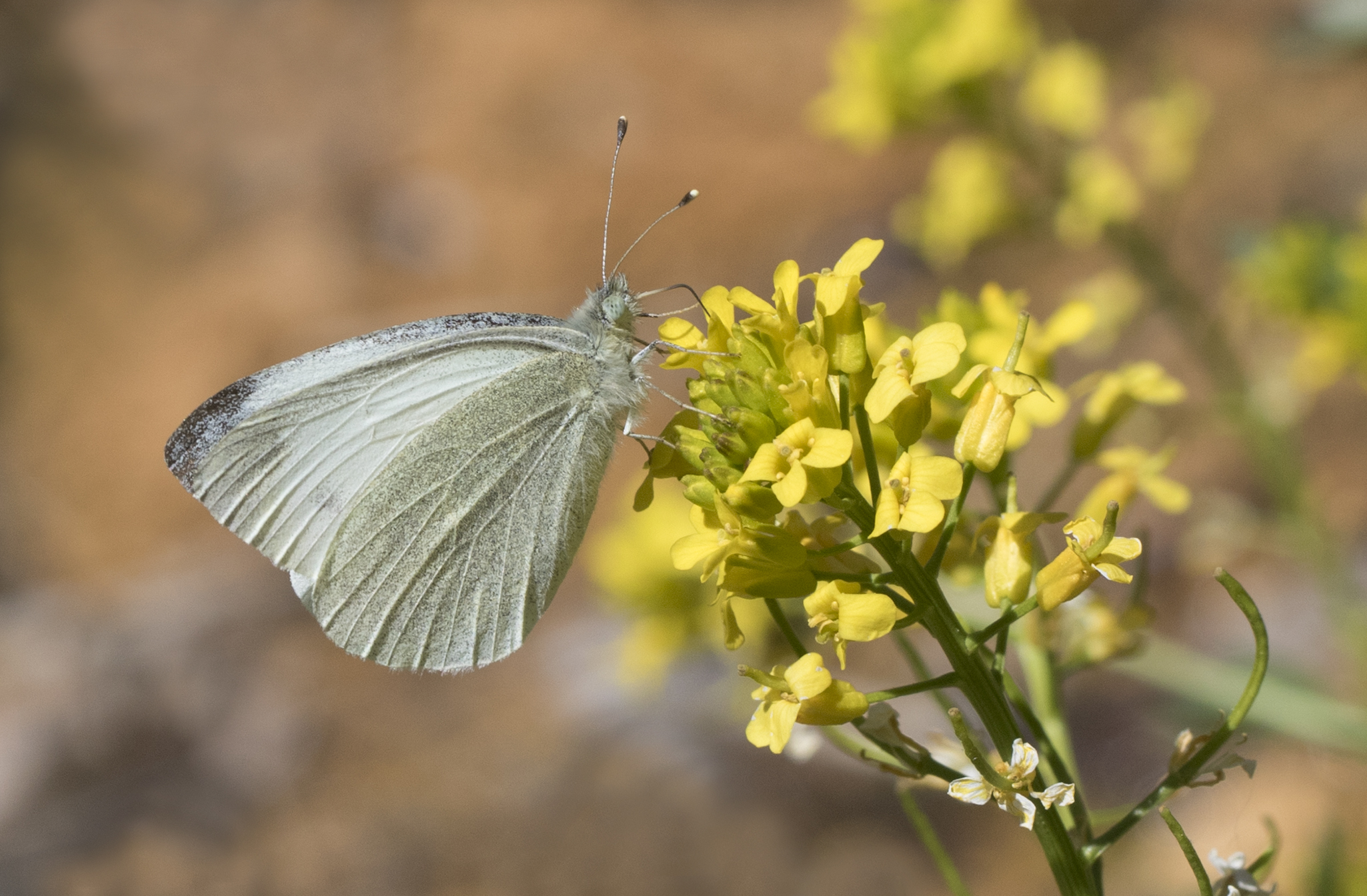
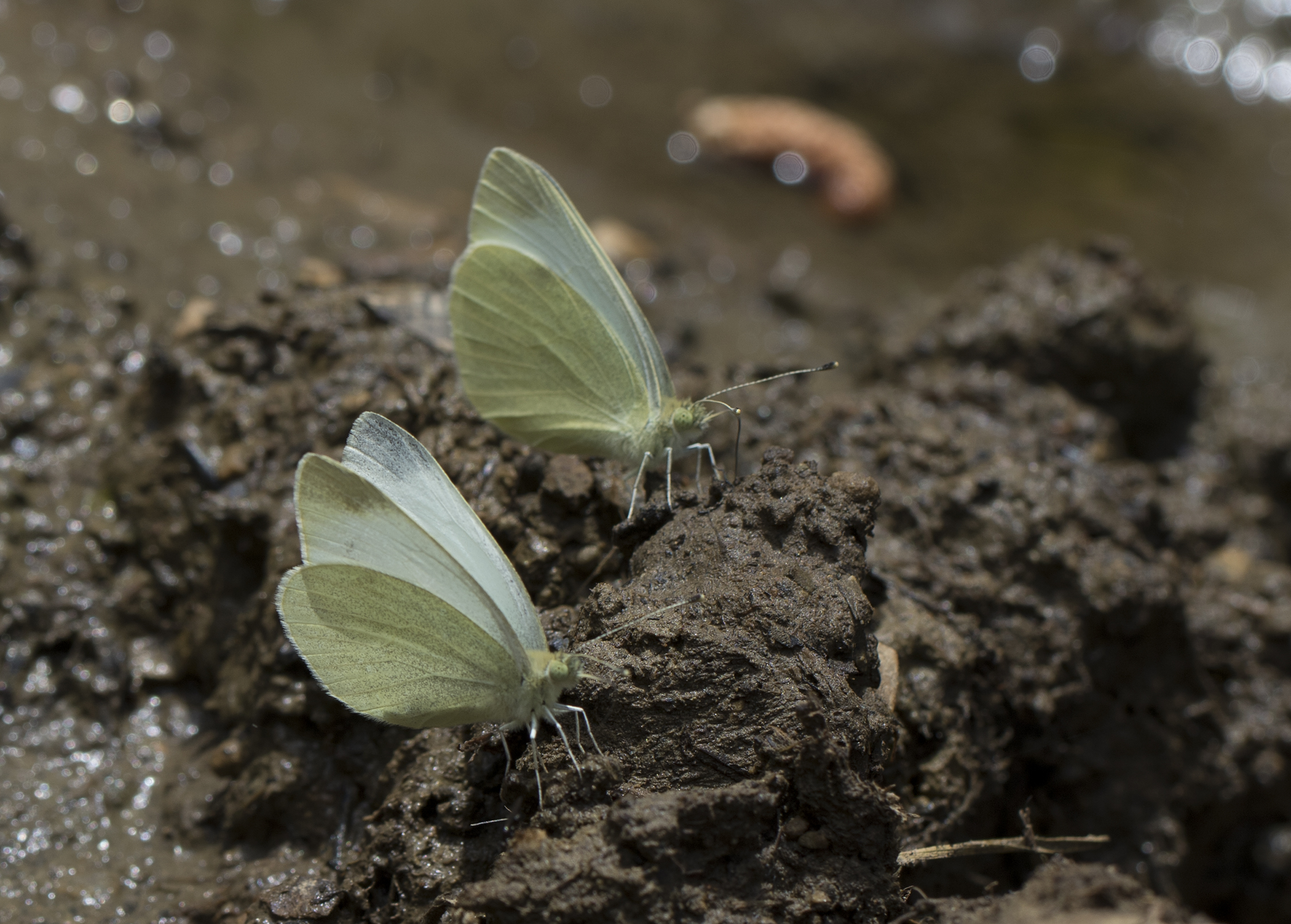